# Уилкокс (округ, Джорджия)
Уи́лкокс (англ. Wilcox County) — округ штата Джорджия, США. Население округа на 2000 год составляло 8577 человек. Административный центр округа — город Аббевилл.

## История
Округ Уилкокс основан в 1857 году.

## География
Округ занимает площадь 984.2 км2.

## Демография
Согласно Бюро переписи населения США, в округе Уилкокс в 2000 году проживало 8577 человек. Плотность населения составляла 8.7 человек на квадратный километр.